# Inégalité de Carleman
L'inégalité de Carleman est une inégalité démontrée par Torsten Carleman en 1922 et reliant la somme des moyennes géométriques des {\displaystyle n} premiers termes d'une série à termes positifs et la somme de cette série :
La constante e est la meilleure possible. L'inégalité est stricte sauf pour la suite nulle.

## Démonstration de l'inégalité
Soit pour tout {\displaystyle n\in \mathbb {N} ^{*}}, {\displaystyle c_{n}={\frac {(n+1)^{n}}{n^{n-1}}}}. Observons que {\displaystyle c_{1}c_{2}\cdots c_{n}=(n+1)^{n}}, et que donc {\displaystyle (c_{1}c_{2}\cdots c_{n})^{1/n}=n+1}. Soit {\displaystyle N\in \mathbb {N} }. Alors, d'après l'inégalité arithmético-géométrique,
Une inversion de somme conduit alors à
Or la suite de nombres rationnels {\displaystyle \textstyle {\frac {c_{k}}{k}}=(1+{\frac {1}{k}})^{k}} croît
vers le nombre irrationnel e, donc {\displaystyle {\frac {c_{k}}{k}}<\mathrm {e} } pour tout {\displaystyle k\geqslant 1}. D'où
et cette inégalité est stricte lorsque N est assez grand, à moins que la
suite {\displaystyle (a_{k})_{k\geqslant 1}} ne soit identiquement nulle.
L'inégalité de Carleman s'en déduit en faisant tendre N vers l'infini.
Si l'on considère
alors le membre de droite de l'inégalité de Carleman est égal à {\displaystyle \mathrm {e} H_{N}} où HN est le N-ième nombre harmonique, tandis que le membre de gauche admet, puisque {\displaystyle {(n!)}^{\frac {1}{n}}\sim {\frac {n}{e}}} d'après la formule de Stirling, l'équivalent
lorsque {\displaystyle N\to \infty }. Ceci montre que la constante {\displaystyle \mathrm {e} } est la meilleure possible.

## Note et référence
1. ↑  T. Carleman, « Sur les fonctions quasi-analytiques », Conférences faites au cinquième congrès des mathématiciens scandinaves tenu à Helsingfors du 4 au 7 juillet 1922, p. 181-196.